# Croix de Sourdéac
La Croix de Sourdéac, près du lieu-dit "Sourdéac" sur la commune de Glénac dans le Morbihan.

## Historique
La croix fait l’objet d’une inscription au titre des monuments historiques depuis le 23 mai 1927.

## Architecture
La croix de Sourdéac s’apparente au même type que la croix de Tréhat, la différence la plus notable sont les branches pattées à Sourdéac.